# 白陵歌
白陵歌 (はくりょうか) は旧制姫路高等学校 (姫高) の代表寮歌。歌い出しの歌詞から、ああ白陵 とも呼ばれる。

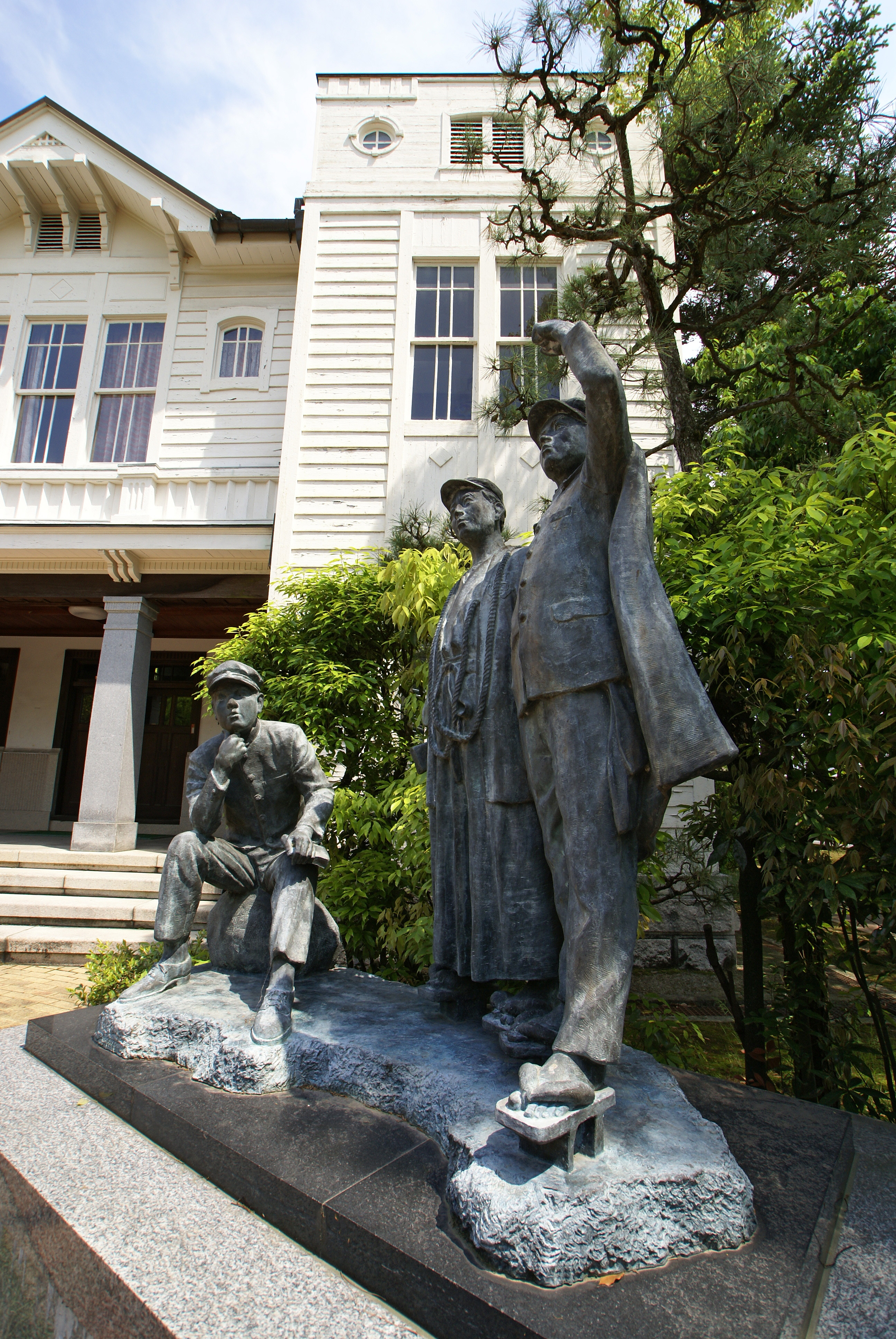
旧講堂前の姫高生の像

## 基本データ
- 成立年: 大正14年 (1925年)
- 作詞者: 谷義衛
- 作曲者: 南恒郎 (1回生、1995年没)

歌詞・曲ともにJASRAC管理楽曲ではないが、曲については著作権が存続している。作詞者は京都帝国大学に進学したが、その後の消息は姫高同窓会も把握していない。

## 概要
「白陵」とは、「白鷺城 (姫路城) を望む丘 (すなわち、学校・寮)」 を表す。旧制姫路高等学校の雅称であり、また、寮の名前でもあった。
同校は大正13年 (1924年) 4月、内地では戦前最後の旧制官立高等学校として創立された (旧制広島高等学校と同時期)。当初、寮は景福寺の中に仮設され、第1回寮歌 「春姫山の花の色」 (小澤平八郎 作詞) もそこで作られている。白陵歌は、正式の寮に移ってからの寮歌である。
作詞者と作曲者とは、寮の同室コンビだったという。歌詞は、明治時代の寮歌のように護国の理想を訴えるものではなく、白鷺城下の春の夜の情景に若人の感傷を重ねて描く。曲は、裏山でバイオリンを爪弾きながら作曲したという。

## 継承

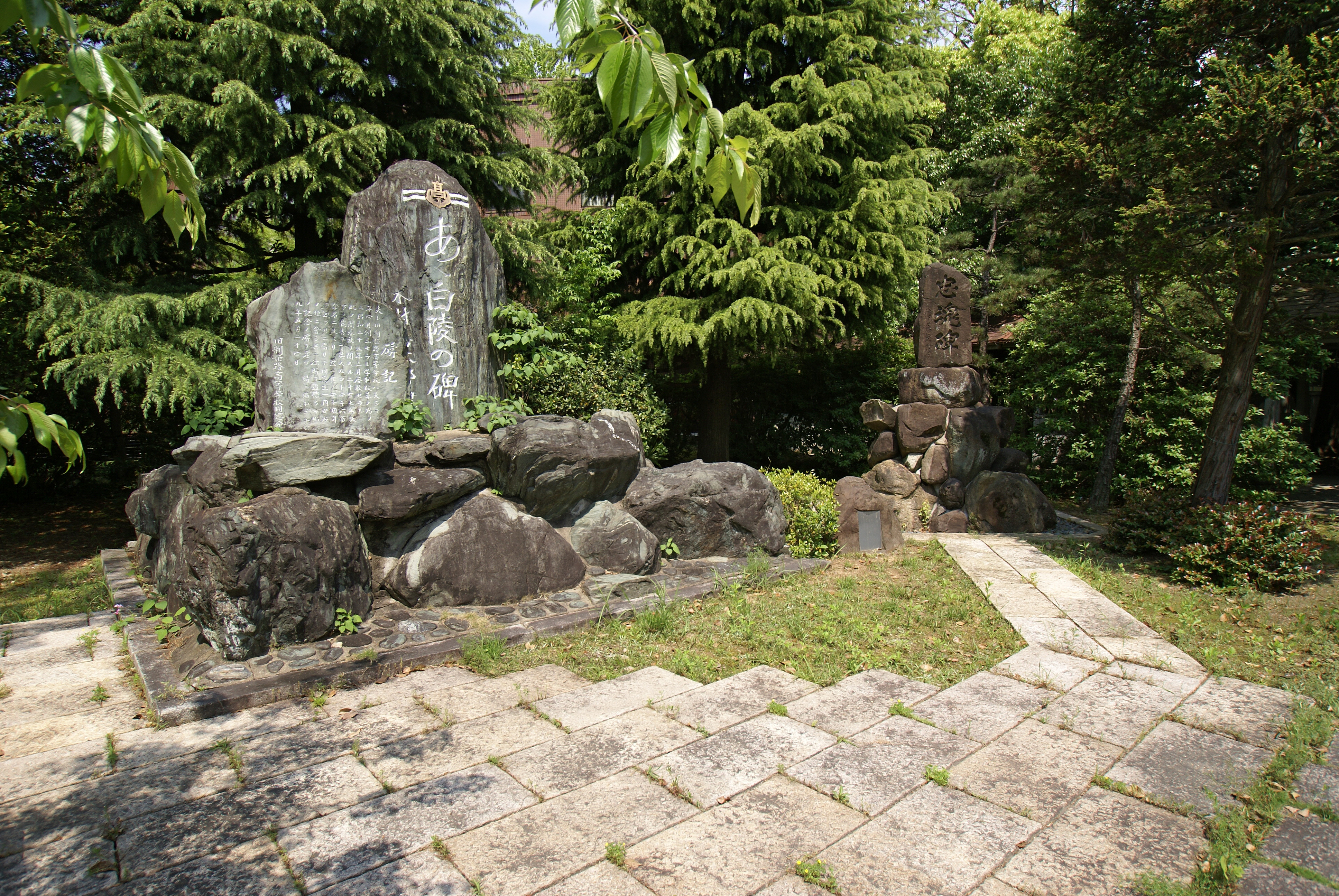
旧講堂前の「ああ白陵の碑」

学制改革により、旧制姫路高等学校は新制神戸大学に吸収され、同校の姫路分校となった。白陵歌も神戸大学に継承され、同校では 「白陵寮歌」 と呼ばれている (旧制から引き継がれた寮が 「白陵寮」 と呼ばれたため)。神戸大学版 「白陵寮歌」 は、姫路分校時代 (～1965年) には原曲から多少変化したメロディーで歌われていたが、近年は原曲に近いメロディーに直されている。歌詞は、本来 5番まであるところ、長くても 1～3番までしか歌われない。
寮歌祭では、旧制姫路高等学校同窓会のメンバーにより、同校の代表寮歌として歌われている。舞台では、5番の後に 「屠芸軍之歌」 (昭和2年。長谷川信好作詞、小田茂雄作曲) の 4番を続けて歌う演出が多い。
このほか、旧制姫路高等学校の伝統を謳う新制白陵中学校・高等学校 および 岡山白陵中学校・高等学校においても、「白陵歌」として歌い継がれている。

## 序詞について
他校の寮歌と同様、白陵歌にも前口上が存在する (作者不詳)。旧制姫路高等学校では 「序詞」、新制神戸大学では 「宣誓」 と呼ばれ、言葉遣いにも若干の違いが見られる (「序詞」 は、より正確には寮歌集全体の前口上。「宣誓」 はこの歌専用の前口上である)。以下、漢字表記は旧字体から直してある。

### 序詞 (旧制版)
先人 力強く営める白陵の起伏しにも、滔々と流れをなせる時運の歩みにも、

若人が真情の流露 (るろ) は凝って一連の歌草 (うたくさ) をなし、

その清にして純なる、簡にして勁なる以て痴人の蒙 (もう) を啓 (ひら) くべく、

以て懦夫 (だふ) をして起たしむべし。

されば春の朝 (あした) 高く吟ずる時は高踏乱舞 (こうとうらんぶ) の調 (しらべ) となり、

冬の夕 (ゆふべ) 低く奏づるときは哀愁悲調の曲と出で、

げにうら若き口辺 (こうへん) をこそ飾るに足るなれ。

若き誇を思ふ多恨 (たこん) の我等にしてなどて寮歌を愛さざるを得 (う) べけん。

友よよしなき事を歎く いとま だにあらば高欄によりて青春の一刻 (ひととき) しばし愁を捨てよかし。

### 宣誓 (新制版)
先人に力強く営める白陵の起伏にも滔々として流れをなせる時運の歩みにも

若人が真情の流露 (るろ) は凝って一連の歌草 (かそう) となり

その清にして純なるその簡にして勁なる　以って痴人の蒙 (もう) を啓 (けい) すべく

以って燸者 (じゅしゃ) をして立たしむべし (*)

されば春の朝 (あさ) 高く吟ずる時は　高調乱舞 (こうちょうらんぶ) の調 (しらべ) となり

冬の夕べ低く奏するときは　哀愁悲調の曲といで

げにうら若き口辺 (こうべ) を飾るに足らむ

我等にして若き誇りを思うとき　などて寮歌を愛せざるを得 (う) べけんや

友よ! よしなき事を嘆く暇 (ひま) だにあらば　高欄によりて青春の一刻 (いっこく) しばし憂いを捨てよかし

(以下略)
(*) 燸者 (じゅしゃ) の じゅ は、火偏に需。

## 書籍
- 寮歌#書籍 を参照。